# 장 지로 (영화 감독)

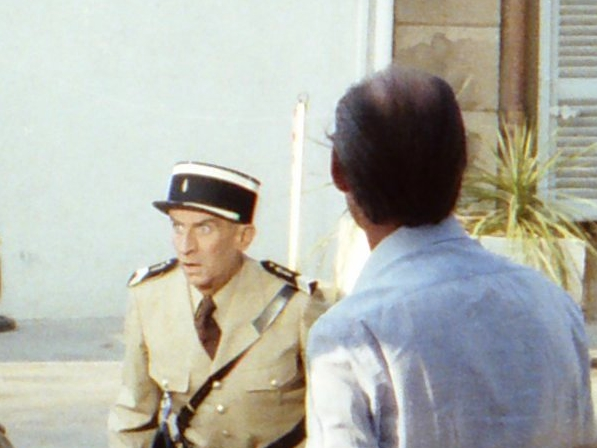

장 지로(Jean Girault, 1924년 5월 9일 ~ 1982년 7월 24일)는 프랑스의 영화 감독이자 각본가이다. 1960년부터 1982년까지 30편 이상의 작품을 감독하였다.